# Mystery to Me
Mystery to Me — восьмий студійний альбом британсько-американського гурту Fleetwood Mac, представлений 15 жовтня 1973 року під лейблом Reprise Records.

## Список пісень
| Сторона 1 | Сторона 1         | Сторона 1                    | Сторона 1 | Сторона 1  |
| #         | Назва             | Автор                        | Вокал     | Тривалість |
| --------- | ----------------- | ---------------------------- | --------- | ---------- |
| 1.        | «Emerald Eyes»    | Боб Велч                     | Велч      | 3:37       |
| 2.        | «Believe Me»      | Крістін МакВі                | К. МакВі  | 4:12       |
| 3.        | «Just Crazy Love» | К. МакВі                     | К. МакВі  | 3:22       |
| 4.        | «Hypnotized»      | Велч                         | Велч      | 4:48       |
| 5.        | «Forever»         | Боб Вестон, Джон МакВі, Велч | Велч      | 4:04       |
| 6.        | «Keep On Going»   | Велч                         | К. МакВі  | 4:05       |

| Сторона 1 | Сторона 1        | Сторона 1     | Сторона 1 | Сторона 1  |
| #         | Назва            | Автор         | Вокал     | Тривалість |
| --------- | ---------------- | ------------- | --------- | ---------- |
| 1.        | «The City»       | Велч          | Велч      | 3:35       |
| 2.        | «Miles Away»     | Велч          | Велч      | 3:47       |
| 3.        | «Somebody»       | Велч          | Велч      | 5:00       |
| 4.        | «The Way I Feel» | К. МакВі      | К. МакВі  | 2:43       |
| 5.        | «For Your Love»  | Грем Гоулдман | Велч      | 3:44       |
| 6.        | «Why»            | К. МакВі      | К. МакВі  | 4:55       |

## Учасники запису
Fleetwood Mac
- Боб Велч — електрогітара, акустична гітара, бас-гітара («Keep on Going»), вокал
- Боб Вестон — електрогітара, Слайд-гітара, акустична гітара, бек-вокал
- Крістін МакВі — клавішні, бек-вокал
- Джон МакВі — бас-гітара
- Мік Флітвуд — ударні, перкусія

## Чарти
| Чарт (1973-1974)                   | Найвища позиція |
| ---------------------------------- | --------------- |
| Канада Canada Top Albums/CDs (RPM) | 82              |
| США Billboard 200                  | 67              |

| Чарт (2023)                        | Найвища позиція |
| ---------------------------------- | --------------- |
| Hungarian Physical Albums (MAHASZ) | 18              |

## Сертифікації
| Регіон                                             | Сертифікація | Продажі  |
| -------------------------------------------------- | ------------ | -------- |
| США (RIAA)                                         | Золотий      | 500 000^ |
| ^відвантаження, що базуються лише на сертифікаціях |              |          |